# Georg Langenhorst
Georg Langenhorst (* 18. Januar 1962 in Hamm/Westfalen) ist Professor für Didaktik des Katholischen Religionsunterrichts/Religionspädagogik an der Katholisch-Theologischen Fakultät der Universität Augsburg. Außerdem ist er Autor von Sachbüchern und Kriminalromanen.

## Leben
Georg Langenhorst studierte nach dem Abitur am Freiherr-vom-Stein Gymnasium Hamm Katholische Theologie, Anglistik, Germanistik und Hispanistik an den Universitäten Trier, Würzburg, Lancaster und Stirling. 1987 schloss er die Studienzeit mit dem ersten Staatsexamen (Lehramt Gymnasium) und Magister Artium (M.A.) ab. Anschließend trat er den Zivildienst in der Katholischen Hochschulgemeinde Würzburg an. Nach dem Zivildienst wandte sich Langenhorst wieder der Hochschule zu und begann ein Promotionsstudium in Tübingen. 1993 promovierte er dort zum Dr. theol. mit der Arbeit „Hiob unser Zeitgenosse. Die literarische Hiob-Rezeption im 20. Jahrhundert als theologische Herausforderung“.
Zwischen 1994 und 1995 durchlief Langenhorst das Referendariat am Bischöflichen Cusanus-Gymnasium in Koblenz, absolvierte dann sein zweites Staatsexamen am dortigen Studienseminar und arbeitete am Cusanus-Gymnasium bis 1997 als Gymnasiallehrer. Vom 1. Februar 1997 bis zum 30. September 2001 war er Akademischer Rat für Katholische Theologie / Religionspädagogik an der Pädagogischen Hochschule Weingarten (Württemberg). 2000 habilitierte Langenhorst im Fach Religionspädagogik an der Katholisch-Theologischen Fakultät der Universität Tübingen mit der Arbeit über „Trösten lernen? Profil, Geschichte und Praxis von Trost als diakonischer Lehr- und Lernprozess“.
2001 erfolgte eine Ablehnung eines Rufs auf eine C4-Professur an der Pädagogischen Hochschule Schwäbisch Gmünd und eine Annahme eines Rufes auf den Lehrstuhl für Didaktik des Katholischen Religionsunterrichts an der Universität Erlangen-Nürnberg. Zum 1. Oktober 2006 wechselte Langenhorst an den Lehrstuhl für Didaktik des Katholischen Religionsunterrichts/Religionspädagogik an der Katholisch-Theologischen Fakultät der Universität Augsburg, von 2013 bis 2022 begleitete er dort zudem das Amt des Studiendekans. 2009–2015 war Langenhorst darüber hinaus Sprecher der Konferenz der Religionspädagogen an bayerischen Universitäten (KRBU). 2011 unterzeichnete Langenhorst das Memorandum Kirche 2011: Ein notwendiger Aufbruch. Von 2011 bis 2017 war er Mitglied der Jury des Katholischen Kinder- und Jugendbuchpreises. Zusammen mit Ulrich Kropač von der Katholischen Universität Eichstätt-Ingolstadt war Langenhorst 2013–2021 Schriftleiter der Religionspädagogischen Beiträge (RpB).
Forschungs- und Publikationsschwerpunkte von Langenhorst sind der Dialog von Theologie und Literatur sowie Religion in der Kinder- und Jugendliteratur. Des Weiteren beschäftigt er sich mit der Trost- und Trauerforschung, dem interreligiösen Lernen und schulartspezifischer Religionsdidaktik. In seiner Freizeit schreibt er Krimis, die im kirchlichen Milieu spielen.

## Schriften

### Monografien
- Hiob unser Zeitgenosse. Die literarische Hiob-Rezeption im 20. Jahrhundert als theologische Herausforderung. Matthias-Grünewald-Verlag, Mainz, 1994, 2. Auflage 1995; Nachdruck 2001
- Jesus ging nach Hollywood: Die Wiederentdeckung Jesu in Literatur und Film der Gegenwart. Patmos-Verlag, Düsseldorf 1998
- Trösten lernen? Profil, Geschichte und Praxis von Trost als diakonischer Lehr- und Lernprozeß. Schwabenverlag (Zeitzeichen 7), Ostfildern 2000
- Gedichte zur Bibel. Texte – Interpretationen – Methoden. Ein Werkbuch für Schule und Gemeinde. Kösel-Verlag, München 2001, 2. Auflage 2004
- Gedichte zur Gottesfrage. Texte – Interpretationen – Methoden. Ein Werkbuch für Schule und Gemeinde. Kösel-Verlag, München 2003
- Theologie und Literatur. Ein Handbuch. Wissenschaftliche Buchgesellschaft, Darmstadt 2005
- Aufgaben und Inhalte religiöser Erziehung. In: Theologie im Fernkurs, religionspädagogisch-katechetischer Kurs, Bd. 12, Würzburg 2007, 2. Auflage 2015, 3. Auflage 2017
- „Ich gönne mir das Wort Gott“. Annäherungen an Gott in der Gegenwartsliteratur. Herder-Verlag, Freiburg/Basel/Wien 2009; völlig überarbeitete Neuauflage 2014
- Literarische Texte im Religionsunterricht. Ein Handbuch für die Praxis. Herder-Verlag, Freiburg/Basel/Wien 2011
- Zus. mit Christoph Gellner: Blickwinkel öffnen. Interreligiöses Lernen mit literarischen Texten. Patmos Verlag, Ostfildern 2013
- Kinder brauchen Religion. Orientierung für Erziehung und Bildung. Herder-Verlag, Freiburg/Basel/Wien 2014
- Trialogische Religionspädagogik. Interreligiöses Lernen zwischen Judentum, Christentum und Islam. Herder-Verlag, Freiburg/Basel/Wien 2014
- Als ein Kind bist du gekommen. Die Weihnachtsbotschaft neu entdeckt. Herder-Verlag, Freiburg/Basel/Wien 2016
- Auferweckt ins Leben. Die Osterbotschaft neu entdeckt. Herder-Verlag, Freiburg/Basel/Wien 2018
- Zus. mit Gabriele Otten: Hiob. EinFach Religion. Bildungshaus Schulverlag, Braunschweig 2019
- „In welchem Wort wird unser Heimweh wohnen?“ Religiöse Motive in der neueren Literatur. Herder-Verlag, Freiburg/Basel/Wien 2016
- Altes Testament und moderne Literatur. Motive, Stoffe, Figuren, Formen. Verlag Katholisches Bibelwerk, Stuttgart 2021
- Der große Bibel(Ver-)führer. Fesselndes, Unerwartetes und Unerhörtes aus der Bibel. Verlag Katholisches Bibelwerk, Stuttgart 2022
- Im Dialog mit der Dichtung. Karl-Josef Kuschels narrativ-poetische Theologie. Matthias-Grünewald-Verlag, Ostfildern 2023

### Herausgeberschaften
- Hiobs Schrei in die Gegenwart. Ein literarisches Lesebuch zur Frage nach Gott im Leid. Matthias-Grünewald-Verlag, Mainz 1995
- Auf dem Weg zu einer theologischen Ästhetik. Freundesgabe für Karl-Josef Kuschel zum 50. Geburtstag. LIT-Verlag, Münster 1998
- 30 Jahre Nobelpreis Heinrich Böll. Zur literarisch-theologischen Wirkkraft Heinrich Bölls. LIT-Verlag, Münster 2002
- Zus. mit Erich Garhammer: Schreiben ist Totenerweckung. Theologie und Literatur. Echter Verlag, Würzburg 2005
- Patrick Roth – Erzähler zwischen Bibel und Hollywood. LIT-Verlag, Münster 2005
- Christliche Literatur für unsere Zeit. 50 Leseempfehlungen. Verlag Sankt Michaelsbund, München 2007
- Zus. mit Christoph Gellner: Herzstücke, Texte, die das Leben ändern. Ein Lesebuch zu Ehren von Karl-Josef Kuschel. Patmos Verlag, Düsseldorf 2008
- Zus. mit Markus Schiefer-Ferrari, Hans Mendl, Ludwig Sauter: Leben Lernen. Menschliche Ausdrucksformen als Lernperspektiven im Religionsunterricht. Verlag LUSA, Babenhausen 2010
- Ewiges Leben – Oder das Ende einer Illusion. In: Thomas-Morus-Impulse, Bd. 2, LIT-Verlag, Berlin 2010
- Gestatten. Gott! Religion in der Kinder- und Jugendliteratur der Gegenwart. Verlag Sankt Michaelsbund, München 2011
- zus. mit Ulrich Kropač: Religionsunterricht und der Bildungsauftrag der öffentlichen Schulen. Begründung und Perspektiven des Schulfaches Religion. Verlag LUSA, Babenhausen 2012
- zus. mit Michaela Kopp-Marx: Die Wiederentdeckung der Bibel bei Patrick Roth. Von der „Christus-Trilogie“ bis „SUNRISE. Das Buch Joseph“. Wallstein-Verlag, Göttingen 2014
- zus. mit Rita Burrichter/Klaus von Stosch: Komparative Theologie: Herausforderung für die Religionspädagogik. Perspektiven zukunftsfähigen interreligiösen Lernens. Ferdinand Schöningh, Paderborn 2015
- zus. mit Elisabeth Naurath: Kindertora – Kinderbibel – Kinderkoran. Neue Chancen für (inter-)religiöses Lernen. Herder-Verlag, Freiburg/Basel/Wien 2017
- zus. mit Eva Willebrand: Literatur auf Gottes Spuren. Religiöses Lernen mit literarischen Texten des 21. Jahrhunderts. Matthias-Grünewald Verlag, Ostfildern 2017
- Und er spricht mit leisen Deuteworten... 164 Gedichte zu biblischen Themen, Motiven und Figuren. Verlag Katholisches Bibelwerk, Stuttgart 2019
- Zus. mit Michael Fricke/Thomas Schlag: Jugendbibeln. Konzepte, Konkretionen, religionspädagogische Chancen. Herder-Verlag, Freiburg/Basel/Wien 2020

### Nicht-wissenschaftliche Veröffentlichungen
- Zus. mit Annegret Langenhorst: Liebeserklärungen. Herder-Verlag, Freiburg 1996
- Botschaft für Teresa. Eine Ostererzählung. Auer-Verlag, Donauwörth 2006
- Geheimcode 2412. Eine spannende WeihnachtsZeitReise. Verlag Katholisches Bibelwerk, Stuttgart 2009
- Toter Dekan – guter Dekan. Mord in der Theologischen Fakultät. Ein Kriminalroman. Echter-Verlag, Würzburg 2016
- Toter Regens – guter Regens. Mord im Priesterseminar. Ein Kriminalroman. Echter-Verlag, Würzburg 2017
- Toter Chef – guter Chef. Mord im Domgymnasium. Ein Kriminalroman. Echter-Verlag, Würzburg 2018
- Kinderbibel – Die beste Geschichte aller Zeiten. Verlag Katholisches Bibelwerk, Stuttgart 2019
- Toter Pfarrer – guter Pfarrer. Mord am Altar. Ein Kriminalroman. Echter-Verlag, Würzburg 2020
- Tote Archivarin – gute Archivarin. Mord in der Domorgel. Ein Kriminalroman. Echter-Verlag, Würzburg 2021
- Josef und seine Brüder. Erzählt nach dem Alten Testament, mit Bildern von Barbara Drobny. Verlag Katholisches Bibelwerk, Stuttgart 2021
- Tote Tante – gute Tante. Mord im Seniorenstift. Ein Kriminalroman. Echter-Verlag, Würzburg 2023
- Tote Erzieherin – Gute Erzieherin. Mord in der Kita. Kriminalroman. Echter-Verlag, Würzburg 2025